# Уоллас, Родни (футболист)
Ро́дни Уо́ллас Бернс (англ. Rodney Wallace Burns; 17 июня 1988, Сан-Хосе, Коста-Рика) — коста-риканский футболист, вингер. Выступал за сборную Коста-Рики. Участник чемпионата мира 2018 года.

## Ранние годы
Семья Уолласа переехала в США, когда Родни было девять лет. В 2007 году он поступил в Мэрилендский университет в Колледж-Парке и начал выступать за футбольную команду учебного заведения.

## Клубная карьера

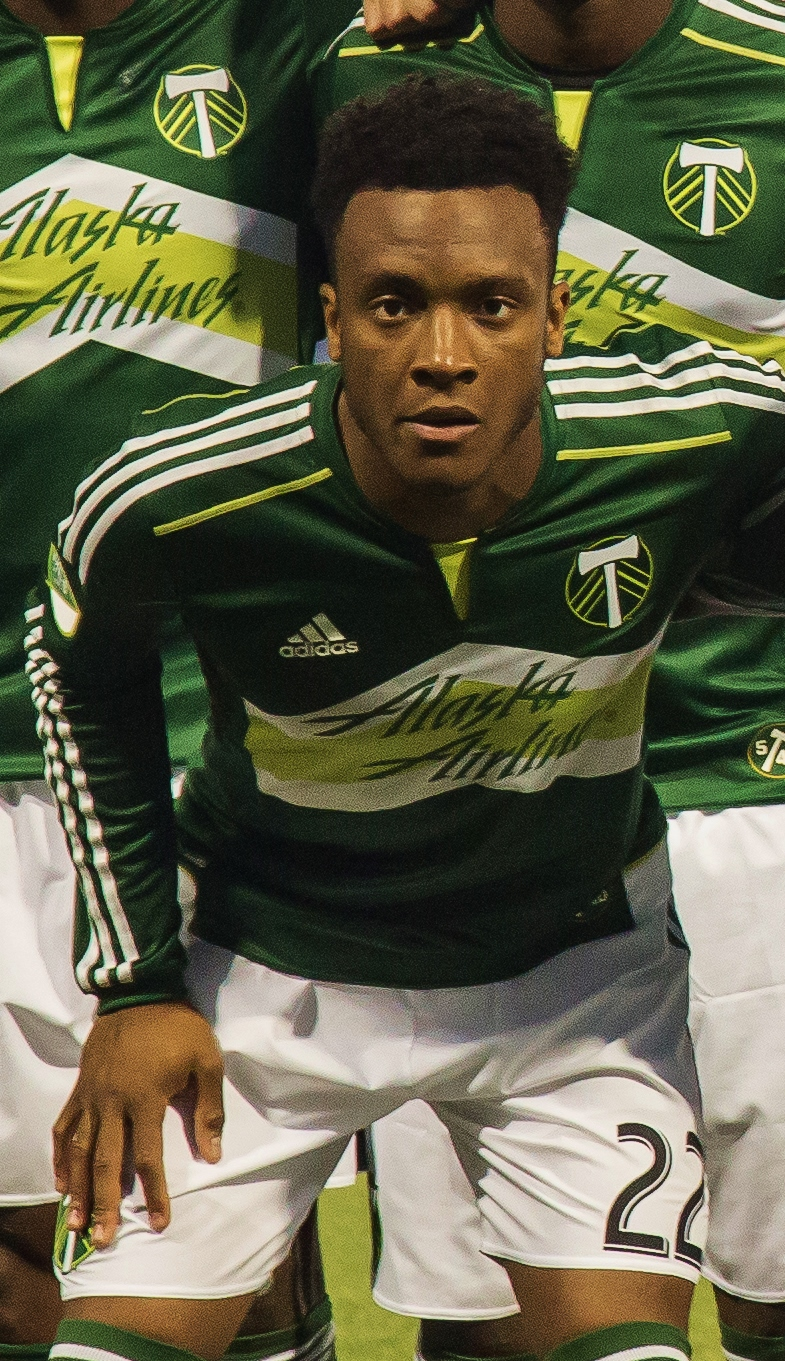
Уоллас в составе «Портленд Тимберс»

15 января 2009 года на Супердрафте MLS Уоллас был выбран под шестым номером клубом «Ди Си Юнайтед». Его дебют в лиге состоялся 22 марта в матче против «Лос-Анджелес Гэлакси». 26 апреля в поединке против «Нью-Йорк Ред Буллз» Родни забил свой первый гол за команду. В том же году он помог клубу выйти в финал Кубка Ламара Ханта.
24 ноября 2010 году Уоллас с двумя драфт-пиками был обменян в клуб-новичок MLS «Портленд Тимберс» на Дэкса Маккарти и распределительные средства. 19 марта 2011 года он участвовал в дебютном матче клуба в лиге, соперником в котором был «Колорадо Рэпидз». 15 апреля в поединке против «Чикаго Файр» Родни забил свой первый гол за «Тимберс». 6 декабря 2015 года в финале Кубка MLS против «Коламбус Крю» Уоллас забил победный гол и помог команде впервые в истории стать чемпионом MLS.
В начале 2016 года Родни перешёл в португальскую «Ароку». 14 февраля в матче против «Униан Мадейра» он дебютировал в Сангриш-лиге.
В конце марта 2016 года Уоллас перешёл в бразильский «Спорт Ресифи», подписав контракт рассчитанный до конца 2017 года. Сумма трансфера по данным бразильских СМИ составила €200 тыс. 29 мая в матче против «Коринтианс» он дебютировал в бразильской Серии A. 26 июня в поединке против «Шапекоэнсе» Родни сделал «дубль», забив свои первые голы за новую команду. В январе 2017 года между игроком и клубом возник конфликт. Уоллас не прибыл на предсезонную подготовку, начавшуюся 9 января, а 16 января попросил «Спорт» разорвать его контракт. После переговоров клуб согласился отпустить игрока при условии возвращения уплаченных за него €200 тыс. О расторжении контракта было объявлено 2 февраля.
В феврале 2017 года Уоллас вернулся в MLS, заключив соглашение с «Нью-Йорк Сити», после того как «Сити» выкупил права на него в лиге у «Портленд Тимберс» за $75 тыс. общих и $50 тыс. целевых распределительных средств. 5 марта в матче стартового тура сезона против «Орландо Сити» он дебютировал за новую команду. 12 марта в поединке против «Ди Си Юнайтед» Родни забил свой первый гол за «Нью-Йорк Сити». По окончании сезона 2018 «Нью-Йорк Сити» не продлил контракт с Уолласом.
14 декабря 2018 года Уоллас на правах свободного агента подписал однолетний контракт со «Спортингом Канзас-Сити». За «Спортинг» он дебютировал 6 марта 2019 года в первом матче четвертьфинала Лиги чемпионов КОНКАКАФ против панамского «Индепендьенте». 23 марта он сыграл за фарм-клуб «Спортинга» в Чемпионшипе ЮСЛ «Своуп Парк Рейнджерс» в матче против «Питтсбург Риверхаундс», отметившись голом. По окончании сезона 2019 контракт Уолласа со «Спортингом КС» истёк.
13 августа 2021 года Уоллас подписал символический однодневный контракт с «Портленд Тимберс», чтобы завершить футбольную карьеру в качестве игрока клуба.

## Международная карьера
3 сентября 2011 года в товарищеском матче против сборной США Уоллас дебютировал за сборную Коста-Рики. В этой же встрече он забил свой первый гол за национальную команду.
В 2013 году Родни составе сборной страны поехал на Золотой кубок КОНКАКАФ. На турнире он сыграл в матчах против сборных Кубы и США. В том же году он также выиграл Центральноамериканский кубок.
В 2017 году Уоллас стал бронзовым призёром Золотого кубка КОНКАКАФ. На турнире он сыграл в матчах против сборных Канады, Французской Гвианы и Панамы. В поединке против гвианцев Родни забил гол.
В 2018 году Уоллас принял участие в чемпионате мира в России. На турнире он сыграл в матче против команды Швейцарии.

### Голы за сборную Коста-Рики
| #   | Дата            | Место                                      | Противник          | Счёт | Результат | Соревнование                      |
| --- | --------------- | ------------------------------------------ | ------------------ | ---- | --------- | --------------------------------- |
| 01. | 3 сентября 2011 | «Стабхаб Сентер», Карсон, США              | США                | 0:1  | 0:1       | Товарищеский матч                 |
| 02. | 22 декабря 2011 | «Метрополитано», Баркисимето, Венесуэла    | Венесуэла          | 1:0  | 2:0       | Товарищеский матч                 |
| 03. | 25 января 2013  | Национальный стадион, Сан-Хосе, Коста-Рика | Сальвадор          | 1:0  | 1:0       | Центральноамериканский кубок 2013 |
| 04. | 14 июля 2017    | «Тойота Стэдиум», Даллас, США              | Французская Гвиана | 2:0  | 3:0       | Золотой кубок КОНКАКАФ 2017       |

## Достижения
Командные
 «Портленд Тимберс»
- Обладатель Кубка MLS — 2015

 Коста-Рика
- Центральноамериканский кубок — 2013
- Золотой кубок КОНКАКАФ — 2017